# رجل الفأس (فلم)
رجل الفأس (بالإنجليزية: Axeman) هو فيلم رعب تم إنتاجه في الولايات المتحدة وصدر سنة 2013 بطولة تيفاني شيبيس وسكوت بولارد.

## القصة
يصطاد أسطورة محلية تسعة أشخاص يقضون عطلاتهم في العشرينات من العمر.

## وصلات خارجية
رجل الفأس على موقع IMDb (الإنجليزية)
- رجل الفأس على موقع روتن توميتوز (الإنجليزية)
- رجل الفأس على موقع أول موفي (الإنجليزية)
- رجل الفأس على موقع قاعدة بيانات الفيلم (الإنجليزية)
- رجل الفأس على موقع ليتربوكسد (الإنجليزية)
- رجل الفأس على موقع كينوبويسك (الروسية)